# Nouveau Parti nippon
Le Nouveau Parti nippon ou NPN (新党日本, Shintō Nippon) est un parti politique japonais réformateur, libéral et centriste, fondé le 21 août 2005 par quatre parlementaires dissidents du parti libéral-démocrate et le gouverneur indépendant et réformateur de la préfecture de Nagano de l'époque, Yasuo Tanaka, opposés à la privatisation de la poste japonaise voulue par le Premier ministre Jun'ichirō Koizumi, celui-ci ayant convoqué alors des élections anticipées après le rejet de son projet de loi par la Chambre des conseillers. Il ne doit pas être confondu avec le Nouveau parti du Japon ayant existé entre 1992 et 1994.

## Formation
Le parti est formé initialement par plusieurs hommes politiques opposés à la réforme de la poste telle que présentée par Jun'ichirō Koizumi, mais pour des raisons variées :
- le gouverneur de la préfecture de Nagano Yasuo Tanaka, ancien écrivain élu à la tête de la préfecture en 2000 et réélu en 2002, devenu célèbre nationalement pour sa lutte contre le poids de la bureaucratie et ses réformes d'assainissement budgétaire (notamment par l'annulation de plusieurs travaux publics jugés couteux, allant à l'encontre d'une pratique courante de la vie politique japonaise, comme la construction d'un barrage). Il fait alors partie d'une génération de dirigeants locaux dits des « gouverneurs réformateurs » (à l'instar de ses homologues de Mie Masayasu Kitagawa, d'Iwate Hiruya Masuda ou de Tōkyō Shintarō Ishihara) qui, s'étant faits élire initialement sans le soutien d'aucun parti national, commencent à cette époque à connaître une certaine notoriété dans tout le pays (et même à jouir d'une réelle influence politique lors des grandes échéances électorales nationales) pour avoir initié une « nouvelle gestion publique » avec pour idée majeure que c'est à partir des préfectures que la mécanique d'un réel changement du Japon va s'opérer, selon un mouvement ascendant[1]. Il prend la tête du NPN, avec pour but d'en faire un tremplin pour diffuser les réformes mises en place dans la préfecture de Nagano à l'échelle nationale (notamment la rigueur budgétaire par l'abandon du recours massif des autorités aux grands chantiers de travaux publics ou la baisse des impôts). S'il ne se déclare pas opposé à l'idée d'une privatisation de la poste, il critique néanmoins le projet de Jun'ichirō Koizumi comme manquant de consistance et de concret[2].
- les trois représentants, élus dans des circonscriptions urbaines pour l'essentiel, et opposées à la privatisation essentiellement par conservatisme :
  - Kōki Kobayashi, député du 10e district de Tōkyō, était membre au PLD de la faction Shisuikai, l'une des plus conservatrices sur le plan des valeurs et de la vision de la société et dirigée à partir de 2003 par Shizuka Kamei qui lui aussi quittera le parti majoritaire en opposition à la privatisation de la poste en 2005 pour participer à la fondation du Nouveau parti du peuple (NPP). Il est vice-ministre des Finances dans le gouvernement de Jun'ichirō Koizumi (mais non membre du Cabinet) de 2002 à 2003. Kōki Kobayashi devient le président délégué, et donc no 2, du NPN.
  - Makoto Taki, jeune député (35 ans) élu à la proportionnelle dans le bloc législatif de Kinki (et auparavant, entre 1996 et 2003, représentant au scrutin majoritaire uninominal du 2e district de Nara), vice-ministre de la Justice dans le gouvernement de Jun'ichirō Koizumi (mais non membre du Cabinet) de 2004 à sa démission en juillet 2005 pour protester contre la privatisation de la poste, il était jusqu'alors une valeur montante de l'importante faction Hashimoto - Tsushima, la principale héritière de la pensée conservatrice libérale de Shigeru Yoshida et une de celle présentée comme à l'origine de l'État-providence japonais, du poids de son administration centrale et de l'imposante politique de développement des régions par le financement de travaux publics. Il devient vice-président du NPN.
  - Takashi Aoyama, d'abord député pour l'ancien 2e district d'Aichi sous les couleurs du Parti démocrate socialiste (social-libéral) puis du Shinshintō (centre droit, principal parti d'opposition au PLD entre 1994 et 1998) de 1976 à 1990 et de 1993 à 1996, avant d'être député Shinshintō puis PLD du 7e district d'Aichi de 1996 à 2000 puis du bloc proportionnel de Tōkai de 2000 à 2005. Il était membre au sein du PLD de la faction Shisuikai. Il devient également vice-président du NPN.
- le conseiller :
  - Hiroyuki Arai, élu à la proportionnelle nationale sur la liste du PLD en 2004, était membre également au sein du PLD du Shisuikai, ancien partisan de Jun'ichirō Koizumi dont il fut l'un des organisateurs de la campagne lors de sa première tentative de prendre la présidence du parti en 1995 ou en étant le chef de la communication du PLD lors des élections à la Chambre des conseillers de 2001. Il devient le secrétaire général du NPN.

Le NPN est alors perçu, parmi les trois partis « rebelles » de la privatisation postale formés au même moment, comme étant le plus représentatif de l'électorat urbain (les circonscriptions d'élection de ses députés correspondant surtout aux trois plus importantes aires urbaines du Japon : Kinki, le Grand Nagoya et le Grand Tōkyō) et le plus réformiste, tandis que le Nouveau parti du peuple semble avoir au contraire une assise plus rurale et plus conservatrice au sens strict du terme.

## Élections législatives de 2005
Aux élections législatives du 11 septembre 2005, il ne présente que 8 candidats sur les 480 sièges à pourvoir, tous dans des blocs ou des circonscriptions urbaines (aucun d'eux n'a face à lui de candidat issu d'un des deux autres partis « rebelles ») :
- Kōki Kobayashi se représente au scrutin uninominal majoritaire à un tour dans le 10e district de Tōkyō (arrondissement spécial de Toshima et l'est de celui de Nerima) et est l'unique candidat de la liste du parti à la proportionnelle dans le bloc de Tōkyō,
- Makoto Hirayama (futur conseiller en 2009), gérant d'un izakaya avec l'ancien président du PDJ Yukio Hatoyama (qui s'y est rendu célèbre pour y servir lui-même les clients et ainsi en profiter pour avoir un contact direct avec les électeurs) près de la gare de Shinbashi dans l'arrondissement de Minato à Tōkyō[3], uniquement à la proportionnelle dans le bloc du Nord Kantō,
- 2 à la proportionnelle dans le bloc du Sud Kantō qui sont également candidats au scrutin majoritaire dans les 3e (Toshihisa Kōno, directeur d'une gaku shūjuku ou école privée de cours du soir) et 4e de préfecture de Kanagawa (parties de Yokohama et des environs, dans le Grand Tōkyō),
- 2 à la proportionnelle dans le bloc de Tōkai dont Takashi Aoyama qui ne se représente qu'à ce mode de scrutin, tandis que le second est également candidat au scrutin majoritaire dans le 8e district d'Aichi,
- 2 à la proportionnelle dans le bloc de Kinki qui sont également candidats au scrutin majoritaire : Makoto Taki se représente en tentant de retrouver le 2e district de Nara, et Ichizō Miyamoto (vice-président également du NPN et ancien député Shinshintō puis PLD de 1993 à 2003, d'abord pour l'ancien 2e district de Hyōgo, puis pour son nouveau 9e district à partir de 1996) dans la 9e circonscription de Hyōgo.

Yasuo Tanaka préfère quant-à-lui conserver son poste de gouverneur et ne se présente pas : il est alors le seul chef d'un exécutif préfectoral à diriger un parti national disposant de parlementaires. Le slogan du parti est alors « Pour un Japon auquel on peut croire » (信じられる日本へ, Shinjireru Nihon e). L'unique titulaire sortant d'une circonscription du parti, Kōki Kobayashi, doit affronter une des plus importantes « Femmes ninjas » (くノ一, Kunoichi) de Jun'ichirō Koizumi (nom donné aux nombreuses candidates avancées alors par le Premier ministre et qui lui sont totalement fidèles, généralement jeunes, très médiatiques et de redoutables adversaires en campagne électorale), la ministre de l'Environnement et ancienne présentatrice vedette des programmes d'information à la télévision Yuriko Koike. Le Nouveau parti Nippon, plus encore que le Nouveau parti du peuple qui réussit tout de même à conserver ses 4 sièges de député, pâtit alors largement de la stratégie des Kunoichi et des « Assassins » (刺客, Shikyaku, surnom donné en général par les médias aux jeunes candidats, hommes ou femmes, pro-Koizumi chargés de prendre les circonscriptions des « rebelles » et des principales figures de l'opposition, stratégie qui s'avèrera payante) mise en place par le PLD. Outre Kobayashi, tous les candidats du NPN sont battus à l'exception de Makoto Taki qui est le seul à être réélu grâce au scrutin proportionnel plurinominal. Ses six candidats au vote majoritaire ne totalisent que 137 172 voix (soit 0,2 % des suffrages exprimés), soit plus de 3 fois moins que le score obtenu par le NPP qui n'avait pourtant présenté que deux candidats de plus. Son résultat est plus acceptable à la proportionnelle, avec en tout 1 643 506 voix (2,42 %) et plus de 450 000 votes d'avance sur l'autre grand parti « rebelle » qui pourtant réussit lui à s'adjuger deux sièges par ce mode de scrutin contre un seul au NPN.
Par la suite, le NPN connaît une suite de défection de ses membres, notamment de ses candidats et sortants battus en 2005 mais qui reste pourtant après leur défaite pendant un temps les cadres dirigeants du parti, surtout au profit du NPP :
- Takashi Aoyama et Ichizō Miyamoto rejoignent le NPP en mai 2006.
- Kōki Kobayashi, pourtant toujours président délégué du NPN, le quitte pour le NPP en novembre 2006 qu'il abandonne à son tour en août 2008 pour rallier en juillet 2009 le PDJ.
- en juillet 2007, quelques semaines avant le renouvellement de la moitié de la Chambre des conseillers, les deux parlementaires restants du parti à l'époque, le député Makoto Taki (également président du conseil général et no 3 du parti) et le conseiller Hiroyuki Arai (secrétaire général et no 2), démissionnent du NPN et siègent désormais comme indépendants afin de protester contre certaines modifications apportées à la constitution du parti par Yasuo Tanaka. Hiroyuki Arai participe plus tard, en août 2008, avec des dissidents du PDJ à la création du Club Kaikaku qui soutient la coalition PLD-Nouveau Kōmeitō, tandis que Makoto Taki adhère en 2009 au PDJ.

Ces départs vident donc le parti de ses parlementaires mais surtout des représentants du groupe des « rebelles postaux » et donc de l'aile conservatrice qui se concentrent peu à peu dans le seul NPP, et permet à Yasuo Tanaka d'en faire un parti essentiellement à son image, abandonnant la question postale au profit des seuls réformes structurelles sur le modèle de son action dans la préfecture de Nagano. Pourtant, l'existence même du parti semble compromise, d'autant que Yasuo Tanaka perd son fauteuil de gouverneur au profit du candidat soutenu par le PLD et le Nouveau Kōmeitō, Jin Murai, et de manière assez nette (par 46,6 % des suffrages exprimés contre 53,4 %). Seuls les élections à la Chambre des conseillers de 2007 et les élections législatives de 2009 lui permettent de survivre par le biais uniquement de Yasuo Tanaka.

## Élections à la Chambre des conseillers de 2007
À la veille du renouvellement de la moitié des membres de la Chambre des conseillers du 29 juillet 2007, le NPN, privé depuis peu de ses deux parlementaires qui étaient également les principaux membres de la direction du parti, se réorganise. Yasuo Tanaka choisit le journaliste d'investigation Yoshifu Arita, connu pour être un spécialiste des sectes (auteur de plusieurs ouvrages sur l'Aum Shinrikyō ou l'Église de l'Unification dite secte Moon) et de la question des enlèvements de Japonais par la Corée du Nord, comme vice-président et Makoto Hirayama, l'un des candidats malheureux aux législatives de 2005, en tant que président du conseil général. Tous trois forment la liste présentée par le NPN au scrutin proportionnel plurinominal national lors de ces élections à la Chambre des conseillers. Avec pour slogan « Pour un renouveau des finances publiques sans hausse des impôts » (増税なき財政再建は可能, Zōzei naki zaisei saiken wa kanō), ils recueillent 1 770 707 voix (3,01 % des suffrages exprimés, soit encore une fois 500 000 votes de plus que le NPP au même mode de scrutin) et Yasuo Tanaka est élu conseiller. Il s'inscrit au groupe commun (qui devient le premier en nombre de membres de la Chambre des conseillers) formé avec le PDJ, des indépendants du Shin-Ryokufūkai et le NPP.

## Élections législatives de 2009
Le NPN présente 8 candidats aux élections législatives du 30 août 2009, à savoir dont 2 à la fois au scrutin uninominal majoritaire à un tour et à la proportionnelle et les 6 autres uniquement à la proportionnelle répartis dans 6 listes :
- Yasuo Tanaka se présente dans le 8e district de Hyōgo (à savoir la ville d'Amagasaki, située dans la banlieue commune d'Ōsaka et de Kōbe où il s'était fait connaître en 1995 pour son activité militante d'aide aux victimes à la suite du tremblement de terre de Kōbe) face au sortant du Nouveau Kōmeitō et ancien ministre Tetsuzō Fuyushiba, il est officiellement soutenu par le PDJ, mais pas par le PSD ni par le Rengō (principal syndicat du pays, pourtant lié aux démocrates). Il mène également la liste du parti à la proportionnelle dans le bloc de Kinki qui comporte avec lui l'ancien directeur général de l'Institut de recherche sur la prévention des catastrophes (entre 1997 et 1999) et chercheur sur l'aménagement des cours d'eau à l'Université de Kyōto Hirotake Imamoto.
- Yoshifu Arita se présente dans le 11e district de Tōkyō (correspondant à l'arrondissement d'Itabashi) face au sortant libéral-démocrate Hakubun Shimomura, avec lui aussi le soutien du PDJ. Il mène également la liste du NPN dans le bloc de Tōkyō qui présente deux candidats (le second de la liste, Yūichi Gotō, est le président d'une association de défense des contribuables et de contrôle de l'utilisation de l'argent des impôts et propriétaire de boulangerie à Setagaya).
- 1 candidat (Shigeo Kanaya, un agriculteur et ancien professeur de lycée) sur la liste du parti dans le bloc du Nord Kantō.
- 1 candidat (Toshihisa Kōno, déjà présent aux législatives de 2005 dans le 3e district de Kanagawa) sur la liste du parti dans le bloc du Sud Kantō.
- 1 candidat (Kōji Kuwahara, président d'une compagnie de construction et ancien membre de l'administration de Yasuo Tanaka dans la préfecture de Nagano) sur la liste du parti dans le bloc de Tōkai.
- 1 candidat (Mineichi Kobayashi, agriculteur et lui aussi ancien collaborateur de Yasuo Tanaka en tant que président de la Commission de l'agriculture organique de la préfecture de Nagano) sur la liste du parti dans le bloc de Hoku-shin'etsu.

Le parti fait campagne avec un programme intitulé « Déclaration pour un « Changement d'État » au Japon » (日本『改国』宣言, Nihon Kaikoku Sengen) proposant l'établissement d'un « revenu minimum » mensuel pour tous les citoyens, la redéfinition de tous les projets de travaux publics afin de réduire les dépenses de l'État, « l'éradication des liens de collusion entre hommes politiques et bureaucrates », le sauvetage de l'industrie manufacturière, la création d'emplois locaux et d'une équipe de sauvetage internationale qu'il baptise « équipe Thunderbird » en référence à un programme télévisé britannique des années 1960. Ses deux candidats réunissent 220 223 voix (0,31 % des suffrages exprimés) au scrutin majoritaire et Yasuo Tanaka est élu dans le 8e district de préfecture de Hyōgo, battant de peu Tetsuzō Fuyushiba par 42,2 % des suffrages contre 41,3 % et 2 307 votes d'avance. Pour sa part, Yoshifu Arita est battu avec une marge tout aussi étroite dans la 11e circonscription de Tōkyō en réunissant 41,1 % des suffrages exprimés contre 42,4 % au sortant réélu, et seulement 3 474 votes de moins que ce dernier. À la proportionnelle, les 6 listes du NPN n'ont rassemblé que 528 171 voix (0,75 % des suffrages exprimés, soit 1,67 point de moins qu'en 2005, un résultat deux fois inférieur que celui du NPP et moins de 100 000 votes de plus que le Nouveau Parti Daichi qui ne s'était présenté qu'à Hokkaidō) et n'obtient aucun élu par ce mode de scrutin. Comme il l'avait fait à la Chambre des conseillers, Yasuo Tanaka siège dans un groupe commun avec les députés du PDJ et, bien que ne participant pas au gouvernement formé par ce dernier, il fait partie de la nouvelle majorité. Tanaka est remplacé à la chambre haute de la Diète par son suivant, Makoto Hirayama (3e de la liste NPN aux élections de 2007, il devient conseiller après les défections successives de Tanaka puis Arita lorsqu'ils se sont présentés aux législatives)[réf. nécessaire].
Le 28 décembre 2011, Makoto Hirayama quitte le NPN pour un nouveau parti de centre-droit et conservateur social de la majorité, le Vrai parti démocrate - Daichi : il y rejoint les anciens membres du Nouveau parti Daichi de Muneo Suzuki (qui prend la tête de ce nouveau mouvement) et des dissidents du PDJ proches d'Ichirō Ozawa.
En avril 2012, Tanaka, en désaccord avec le projet du gouvernement Noda d'augmenter la taxe sur la consommation, quitte le groupe NPP-NPN (qui reste donc uniquement constitué du Nouveau parti du peuple) ainsi que la majorité.

## Idéologie
Le but principal du NPN, surtout depuis le départ de ses « rebelles postaux », est « d'étendre la "Révolution Nagano" au Japon », à savoir mener une politique réformiste inspirée de celle de Yasuo Tanaka à la tête de la préfecture de Nagano entre 2000 et 2006. Pour lui, c'est à partir de l'échelon local que le Japon pourra évoluer. Son principal cheval de bataille consiste à lutter contre ce qu'il considère comme « une obsession du gouvernement pour les travaux publics », politique jugée coûteuse et dangereuse pour l'environnement (responsable selon lui de la déforestation et d'une dégradation des paysages). L'abandon de ces chantiers doit permettre de rééquilibrer le budget sans augmenter les impôts, de favoriser le développement par l'implantation d'entreprises et la création d'emploi en région (au nom de l'autosuffisance locale, par le biais notamment de l'agriculture ou de l'activité forestière) et de relancer l'économie par la consommation en augmentant notamment les subventions en matière sociale. Il propose à côté de cela certaines solutions originales, telle que la création d'une « équipe internationale de secours » compétente en matière d'aide humanitaire et pour assurer les mesures d'urgence en cas de grandes catastrophes, ou encore de « livres de relevés de retraites » où seraient enregistrés les primes payées les mois passés et les bénéfices futurs des caisses de retraite.